# La Croix-sur-Roudoule
La Croix-sur-Roudoule là một xã ở tỉnh Alpes-Maritimes, vùng Provence-Alpes-Côte d’Azur ở đông nam nước Pháp.